# Rainer Bölling
Rainer Bölling (* 4. Oktober 1944 in Herford, Westfalen) ist ein deutscher Pädagoge und Historiker.
Dem Abitur am Friedrichs-Gymnasium Herford folgte ein Studium der Geschichte und lateinischen Philologie in Münster und Tübingen. 1976 legte Bölling das Zweite Staatsexamen für das höhere Lehramt ab und promovierte 1977 in Neuerer Geschichte mit einer Arbeit über den Deutschen Lehrerverein in der Weimarer Republik. Nach einem Jahr am Geschwister-Scholl-Gymnasium Unna lehrte er von 1977 bis 1982 an der Heinrich-Heine-Universität Düsseldorf und 1984–1988 an der Universität Essen Neuere Geschichte und Geschichtsdidaktik. Von 1982 bis 1984 und 1988 bis 2007 war Bölling als Lehrer am Gymnasium Hochdahl in Erkrath bei Düsseldorf tätig.
Im Zusammenhang mit seiner Lehrtätigkeit hat Bölling Publikationen zum Geschichtsunterricht, zur Geschichte des Nationalsozialismus und den deutsch-französischen Beziehungen vorgelegt. Sein wissenschaftlicher Schwerpunkt lag seit der Promotion auf dem Gebiet der Historischen Bildungsforschung, insbesondere der Sozialgeschichte der Lehrerschaft im 19. und 20. Jahrhundert. An diese Tätigkeit knüpfte er seit 2008 mit Arbeiten zur Geschichte des Abiturs in Deutschland und anderen Ländern – vor allem Frankreich – an. Dabei stellt er das von der OECD geförderte Streben nach immer höheren Abiturientenquoten in Frage. Auch zur PISA-Studie hat er sich in den letzten Jahren wiederholt kritisch geäußert. Neben Publikationen in Fachorganen tritt er mit Beiträgen in Presse, Funk und Fernsehen sowie mit Vorträgen an die Öffentlichkeit.
Bölling ist Mitglied der Gesellschaft für Bildung und Wissen und gehört ihrem Wissenschaftlichen Beirat an.

## Schriften (Auswahl)
- Zweifel an der Sinnhaftigkeit der PISA-Daten, in: Frankfurter Allgemeine Zeitung vom 18. Januar 2024
- Bildung als Humankapital? Die OECD als bildungspolitischer Akteur, in: Archiv für Sozialgeschichte, Bd. 62, 2022, S. 383–397
- Der Corona-Bonus. Trotz Unterrichtsausfall in der Pandemie gibt es reihenweise Spitzennoten im Abitur, in: Frankfurter Allgemeine Zeitung vom 21. Juli 2022.
- Lebenslange Einkommensverluste durch pandemiebedingte Schulschließungen? Kritische Anmerkungen zu einer bildungsökonomischen Erzählung, 2021
- Das deutsche Bildungswesen – ein Hort der sozialen Ungerechtigkeit? Kritische Anmerkungen zu neueren vergleichenden Bildungsstudien, in: Pädagogische Korrespondenz. Zeitschrift für kritische Zeitdiagnostik in Pädagogik und Gesellschaft, Heft 59/2019, S. 37-55. Nachdruck in: Lehren & Lernen. Zeitschrift für Schule und Innovation aus Baden, 2-2020, S. 21–32.
- The Reforms of Abitur in Germany: Exploration of Examination Subjects and University Admission, in: Global Education 48, No. 8, 2019, p. 100-115 (in chinesischer Sprache).
- Hochschulzugang, Kompetenzniveau und Arbeitsmarkt im internationalen Vergleich, in: Lin-Klitzing/Di Fuccia/Gaube (Hg.), Leistungsstandards und Leistungsbewertung an Gymnasien und Universitäten, Klinkhardt, Bad Heilbrunn 2016, S. 143–162.
- Das französische Zentralabitur – ein Modell für Deutschland? Zeitschrift für Pädagogik 59, 2013, S. 868–886.
- Kleine Geschichte des Abiturs, Schöningh, Paderborn 2010, ISBN 978-3-506-76904-6.
- Deutschland und Frankreich. Vom „Erbfeind“ zum Partner, Klett, Stuttgart 1996 (= TEMPORA. Quellenhefte zur Geschichte und Politik), ISBN 3-12-490470-2.
- (mit Bernd Faulenbach) Geschichtsbewußtsein und historisch-politische Bildung in der Bundesrepublik Deutschland. Beiträge zum „Historikerstreit“, Landeszentrale für politische Bildung Nordrhein-Westfalen, Düsseldorf 1988.
- (mit Johann Henseler) Das deutsche Kaiserreich 1871–1918. Politik und Gesellschaft, Ploetz, Freiburg/Würzburg 1986 (= Ploetz-Arbeitsmaterialien Geschichte/Sozialkunde/Erdkunde), ISBN 3-87640-114-3.
- Sozialgeschichte der deutschen Lehrer. Ein Überblick von 1800 bis zur Gegenwart, Vandenhoeck & Ruprecht, Göttingen 1983 (= Kleine Vandenhoeck-Reihe, 1495) (japanische Übersetzung 1987).
- Hrsg. von: Karl Trinks: Die Sozialgestalt des Volksschullehrers [1933], Klett-Cotta, Stuttgart 1980.
- Volksschullehrer und Politik. Der Deutsche Lehrerverein 1918–1933, Vandenhoeck & Ruprecht, Göttingen 1978 (= Kritische Studien zur Geschichtswissenschaft, Bd. 32; Promotionsschrift).